# Octobre 1892

## Événements
- 12 octobre : Luis Sáenz Peña succède au vice-président Carlos Pellegrini comme président de la République Argentine. Il tente en vain de mettre fin au trafic dans lequel sont impliqués des officiers de marine et doit laisser en 1894 la place au vice-président Uriburu, qui termine le mandat.

- 17 octobre : inauguration par le khédive Abbas Helmy II du Musée gréco-romain d'Alexandrie, fondé par l'Italien Giuseppe Botti, qui avait entrepris de fonder à Alexandrie un musée consacré à cette époque de l'histoire.

- 28 octobre : première projection des Pantomimes lumineuses d'Émile Reynaud avec son théâtre optique au Musée Grévin.

- 30 octobre et 5 décembre : décrets de Léopold II divisant l'État indépendant du Congo en zones économiques. Fondations de la Société anversoise et de l’ABIR (Anglo-Belgian India Rubber and Exploration Company), compagnies pour l’exploitation du Congo, dont elles pillent les ressources naturelles.

## Naissances
- 19 octobre : Wolf Durian, journaliste, traducteur et auteur allemand
- 25 octobre : Nell Shipman, actrice et monteuse.

## Décès
- 5 octobre : George-Albert Aurier, 27 ans, écrivain, poète et critique d'art français (° 5 mai 1865).
- 6 octobre : Alfred Lord Tennyson, poète britannique.
- 26 octobre : Hubert Joachim Brouwers, homme politique néerlandais